# Антон Корошець
Антон Корошець (словен. Anton Korošec; 12 травня 1872, Бисеряне — 14 грудня 1940, Белград) — югославський політик, один з лідерів консервативної Словенської народної партії, римо-католицький священник, оратор.

## Біографія

### Ранні роки
Народився в австро-угорському місті Бисеряне, що в ті часи належало Штирійському герцогству (нині — територія Словенії), початкову та середню освіту здобував у Птуї та Мариборі. Вивчав теологію, у 1895 був поставлений у священники. У 1905 отримав ступінь доктора теології після завершення навчання у Ґрацькому університеті. Був другом та однодумцем Янеза Крека.

### Політична кар'єра
У 1907 був обраний до Імперської Ради Австро-Угорщини від Словенської народної партії; у парламенті він як голова Югославського клубу зачитав Травневу декларацію, у якій було постановлено, що всі південні слов'яни мають бути об'єднані в одне автономне державне формування у складі Австро-Угорщини. У 1914 був на чолі словенсько-хорватського парламентського клубу. Після розпаду Австро-Угорщини Національна рада словенців, хорватів та сербів, у якій Корошець обіймав посаду президента, оголосила про створення Держави Словенців, Хорватів та Сербів 28—29 жовтня 1918. 9 листопада Корошець та Нікола Пашич узгодили в рамках Женевської декларації, що Королівство Сербія визнає рівність прав усіх його складових, утворюючи разом з ними конфедерацію. Однак вже від самого початку серби встановили жорсткий контроль, перетворивши Королівство Сербів, Хорватів та Словенців (згодом — Королівство Югославію) на унітарну державу.
У 1918-21 Корошець був віце-президентом у першому уряді Королівства Сербів, Хорватів та Словенців. Як голова Словенської народної партії співпрацював з двома урядами правого спрямування. Не дивлячись на поразку у 1920, Словенській народній партії вдалося виграти вибори в Словенії у 1924, після чого Корошець був обраний віце-президентом уряду. У 1924 та 1927 був також міністром внутрішніх справ. Корошець був проти ухвалення Відовданської конституції та проводив кампанію щодо ширшої автономії словенців у складі Королівства Сербів, Хорватів та Словенців до тих пір, поки Словенська народна партія не об'єдналася з сербськими радикалами, сформувавши централістський уряд та відкинувши таким чином цю ідею на другий план. Після замаху на Степана Радича у 1928, щоби забезпечити мирне співіснування етнічних груп король запропонував Корошецю очолити перший уряд Югославії без сербського прем'єр-міністра та обійняти посаду міністра внутрішніх справ, однак вже згодом, після проголошення Диктатури 6 січня, звільнив його з посади. У 1929 Корошець був міністром в уряді Петара Живковича. Він намагався розв'язати кризу в державі демократичними методами, однак уряд був розпущений у 1930 під тиском Словенії.
Будучи в опозиції, Корошець уклав Словенську декларацію, що проголошувала створення нового міжнаціонального союзу словенців, хорватів та сербів. Ця пропозиція видалася привабливою для словенців, які проживали у Словенському Примор'ї та Каринтії, що межували з існуючою державою. У 1933 Корошець був висланий на острів Хвар. У 1935 Словенська народна партія бойкотувала парламентські вибори. Тим не менш, у цьому ж році Корошець був назначений міністром внутрішніх справ в уряді Мілана Стоядиновича. На цій посаді Корошець пробув до 1938. У 1939 очолював уряд. Корошець сприяв укладенню договору між Драгішею Цветковичем і Владко Мачеком та обіймав посаду міністра освіти в їхньому уряді. В уряді Стоядиновича Корошець виступав за тісну співпрацю з нацистською Німеччиною. У якості міністра освіти в уряді Цветковича—Мачека у жовтні 1940 ввів два антисемітські закони. Перший обмежував участь євреїв в оптовій торгівлі їжею, тоді як другий обмежував чисельність студентів-євреїв у старших школах та університетах. Інші міністри висловлювалися проти цих законів, однак Корошець наполягав на тому, що провал їхнього введення може загострити відносини з Німеччиною, внаслідок чого закони були таки ухвалені.
До кінця свого життя Корошець відкрито висловлювався проти масонів, комунізму та юдаїзму. Будучи міністром внутрішніх справ в уряді Югославії, Корошець заявляв, що «всі євреї, комуністи й масони є зрадниками, конспіраторами та ворогами держави». Був організатором антикомуністичного угруповання Чатовий у бурі (словен. Straža v viharju).

### Смерть
Антон Корошець помер у Белграді 14 грудня 1940 у віці 68 років.